# Nicolaas Beets
Nicolaas Beets (ur. 13 września 1814 w Haarlemie, zm. 13 marca 1903 w Utrechcie) – holenderski pisarz tworzący w języku niderlandzkim.
Był pastorem i profesorem teologii uniwersytetu w Utrechcie. Podczas studiów w Lejdzie zapoznał się z twórczością Byrona, co wywarło na niego wpływ. W 1834 napisał poemat José, w 1835 Kuser, a w 1837 Guy de Vlaming. Jego głównym dziełem jest cykl realistycznych szkiców Camera obscura (1839, wyd. pełne 1871) dające pełny humoru obraz obyczajowości holenderskiego mieszczaństwa okresu biedermeierowskiego. Jest również autorem szkiców literackich, poezji religijnych i kazań. Jest uznawany za największego humorystę niderlandzkiego romantyzmu.